# Lliga Comunista Internacional (Quarta Internacionalista)
La Lliga Comunista Internacional (Quarta Internacionalista), abreviada LCI(QI) o LCI, és una organització revolucionaria internacional marxista, leninista i trotskista que agrupa a partits nacionals amb el mateix objectiu. En conseqüència amb els seus posicionament polítics, organitza partits compostos de revolucionaris professionals sobre una base democràtica-centralista que tracten de refundar la IV Internacional obrera, preparant una revolució socialista mundial i demanant una revolució política a els estats obrers deformats.
La LCI, molt coneguda dins del moviment d'esquerra revolucionaria d'alguns països, té una reputació de lleialtat estricta i d'ortodòxia marcada al que la LCI considera com els principis marxistes, leninistes i trotskistes i, per tant, ostenta un rol molt controvertit. Els seus crítics consideren que això la porta a arribar a formulacions absurdes sense capacitat d'aconseguir a un suport massiu, mentre que els seus partidaris la consideren com a única organització revolucionaria internacional que resisteix les desviacions produïdes per un mon capitalista cada vegada mes opressor, amb pocs membres però aquests capaços i amb gran dedicació.

## Història
Els inicis de la LCI es troben al Partit Socialista Obrer, el partit trotskista dels Estats Units. Un grup de membres joves d'aquesta organització que l'identificaven com el partit fins ara més aproximat als principis trotskistes es troben amb una situació política en la quina, segons ells, el partit comença a abandonar aquests principis i a perdre una perspectiva verdaderament revolucionaria, el punt de conflicte més important consistint en la falta de crítica del partit al lideratge de la revolució cubana, que consideraven estalinista. Per aquesta raó organitzen un moviment, la Tendència Revolucionaria, dins d'aquesta organització que, respectant les seves normes organitzacionals, crítica la seva deriva.
Son expulsats del partit en 1963 i la tendència queda fracturada; una part dona suport al moviment internacional de Gerry Healy, mentre que altra, liderada per James Robertson, tracta d'aconseguir una readmissió al partit. Aquesta última part no ho aconsegueix i funden un nou partit, la Lliga Espartaquista dels Estats Units, que celebra el seu congres fundacional en 1966. Aquest partit tracta d'aconseguir una unificació amb els seguidors de Healy, però no ho fa, ja que termina criticant a aquest com a liderant un moviment "trotskista en paraules, però no en fets" i amb certs plantejaments erronis, com la idea que "l'estalinisme és completament contrarevolucionari, a traves i pas".
Això dona a la Lliga Espartaquista el que aquesta considera una herència molt rica, ja que, partint del que estableix com una línia organitzacional marxista pura, passant pel Partit Comunista dels Estats Units establit com a secció membre de la III Internacional en conseqüència amb la revolució russa, la Lliga Comunista Americana, passant per l'ortodòxia al trotskisme establida per Cannon en contra de Schahtman, finalment arribant al Partit Socialista Obrer; tota aquesta línia formada d'acord amb el que consideren com els principis de reagrupació leninistes, tot això situa a l'organització en un punt d'avantatge per establir-se com una genuïna organització revolucionaria, en contraposició a les demés tendències del moment considerades com a desviades; com la de Pablo, la de Healy, etc.
La Lliga Espartaquista creix a través de la fusió amb diverses organitzacions i fraccions d'organitzacions que aquesta aconsegueix convèncer a través de debats centrant-se en una perspectiva re-agrupadora. Això després passa a escala internacional, i diverses organitzacions del món es convergeixen amb la Lliga Espartaquista, formant en 1979 el que primer s'anomena la tendència espartaquista internacional, i després passa en 1989 a anomenar-se la Lliga Comunista Internacional (Quarta Internacionalista).
No obstant això, l'organització sofreix escissions, les més important de les quals són la Tendència Externa, després anomenada la Tendència Bolxevic Internacional, i el Grup Internacionalista.
Arribant als finals de la dècada dels 1980, i els principis de la dècada de 1990, la LCI considera que els Estats obrers deformats es troben en gran perill i que s'inicia una etapa que només pot acabar de dues maneres: o amb la revolució política que aconsegueix eliminar els estalinistes del poder i preparar el camí per a avançar cap al socialisme, o amb la contrarevolució que aconsegueix restablir el domini capitalista i destruir els Estats obrers. Per aquesta raó, la LCI viatja a la República Democràtica Alemanya, i estableix un nou partit en oposició al govern que, defensant l'Estat obrer, s'oposa a el domini dels estalinistes agrupats en el Partit Socialista Unificat. Aconsegueixen preparar una premsa, Arbeiterpresskorrespondenz (Correspondència de premsa obrera), llegida per milers d'obrers diàriament i arriben a mobilitzar a 250.000 persones en Treptower Park en una manifestació antifeixista. Mentrestant, uns pocs membres de l'organització es traslladen a la Unió Soviètica, on tracten de fer el mateix però amb resultats més modestos. Una membre de l'organització, Martha Phillips, va ser assassinada mentre pren part en aquesta última campanya, i, per tant, passa a ser celebrada per la LCI com una heroi revolucionaria morta defensant la revolució. Finalment triomfa la contrarevolució als dos països arribant a restaurar-se el capitalisme, amb efectes desastrosos per a la societat segons la LCI, que anuncia que "el comunisme no haa mort; el estalinisme ha mort."

## Posicionaments polítics
En conseqüència amb els seus plantejaments trotskistes, la LCI considera Corea del Nord, la Xina Popular, Cuba, Vietnam, i Laos com a "estats obrers deformats": és a dir, són resultat d'una revolució triomfant que ha eliminat el capitalisme del poder estatal i els situa en una posició que, donades les condiciones apropiades, poden començar a caminar fins al socialisme. Tanmateix, considera que això és impedit per la dictadura política que exerceixen els estalinistes en aquests països, que ha de ser eliminada per mitjà d'una revolució política que estableixi una democràcia obrera i, per tant, elimini la deformació que sofreix l'estat obrer.

## Organitzacions membres
- Spartacist League of Australia
- Spartacist League/Britain
- Ligue trotskyste au Québec et au Canada / Trotskyist League in Quebec and Canada
- Spartakist-Arbeiterpartei Deutschlands
- Ligue trotskyste de France
- Τροτσκιστική Ομάδα της Ελλάδας
- Lega trotskista d'Italia
- Spartacist Group Japan
- Grupo Espartaquista de México
- Spartakusowska Grupa Polski
- Spartacist/South Africa
- Spartacist League/U.S.